# James Vincent Casey
James Vincent Casey (* 22. September 1914 in Osage, Iowa; † 14. März 1986 in Denver, Colorado) war ein US-amerikanischer römisch-katholischer Geistlicher. Casey war Erzbischof des Erzbistums Denver.

## Leben
James Vincent Casey war das jüngste von zwei Kindern von James Gordon und Nina Casey. Sein Vater war Politiker, der von 1933 bis 1935 für die Demokratische Partei ein Mandat im Repräsentantenhaus von Iowa innehatte.
Casey besuchte die Osage High School, wo er nicht nur zum Klassensprecher, sondern auch zum Kapitän des Football-Teams gewählt wurde. In Dubuque besuchte er das Loras College, wo er im Jahr 1936 seinen Bachelor of Arts erwarb. Im Anschluss daran begann er Theologie am Päpstlichen Nordamerika-Kolleg in der Vatikanstadt, wie auch an der Päpstlichen Universität Gregoriana in Rom zu studieren. In Rom wurde Casey am 8. Dezember 1939 zum Priester geweiht.
1940 kehrte er nach Iowa zurück, wo er als Kurat an der St. John Church in Independence seine seelsorgerische Tätigkeit aufnahm. Parallel zu seiner Aufgabe als Priester unterrichtete er Religion an Schulen und trainierte Jugendliche in Basketball. 1944 wurde Casey als Kaplan in die United States Navy eingezogen. Bis 1946 war er so als Seelsorger im Südpazifik-Raum tätig und wurde in den Rang eines Lieutenants befördert.
Nach seiner Rückkehr in die Staaten 1946 komplettierte er sein Studium an der Katholischen Universität von Amerika, an der er im Jahr 1949 den Doktortitel in Kanonischem Recht erwarb. Im selben Jahr wurde er Privatsekretär von Erzbischof Henry Rohlman. 1952 wurde er zum Päpstlichen Kammerherrn befördert, 1955 mit dem Ehrentitel Monsignore bedacht.
Am 5. April 1957 ernannte ihn Papst Pius XII. zum Weihbischof im Bistum Lincoln im US-Bundesstaat Nebraska. Am 24. April 1957 fand die Bischofsweihe durch Erzbischof Amleto Giovanni Cicognani und die Mitkonsekratoren Erzbischof Leo Binz und Bischof Loras Thomas Lane statt. Als nur rund zwei Wochen später, am 9. Mai 1957, Louis Benedict Kucera, der Bischof von Lincoln, verstarb, folgte ihm Casey am 14. Juni 1957 ins Amt.
Casey war danach knapp 10 Jahre Bischof von Lincoln. Während seiner Amtszeit gründete er zahlreiche Einrichtungen, wie eine Schule für Kinder mit speziellen Bedürfnissen, eine Anzahl von Grund- und Hochschulen wie auch ein Exerzitienzentrum. Auch wurde unter seiner Federführung 1965 die Cathedral of the Risen Christ in Lincoln eröffnet. Von 1962 bis 1965 war er Delegierter beim Zweiten Vatikanischen Konzil; er nahm an allen vier Sitzungsperioden teil.
Papst Paul VI. machte Casey am 18. Februar 1967 zum zweiten Erzbischof des Erzbistums Denver. Casey setzte sich auch hier für die Rechte der Armen ein, unterstützte die Minderheit der Hispanics und zählte in den 1970er Jahren zu den Gegnern des Vietnamkriegs und der Politik des US-Präsidenten Richard Nixon. Auch räumte er dem Laienstand wie auch Nonnen umfangreichere Rechte ein. Um seinen Lebensstil zu vereinfachen, zog er 1972 vom Erzbischöflichen Palais im Denverer Stadtteil Cheesman Park in ein Penthouse in einem einfachen Mehrparteienhaus in Washington Park. Casey gründete in seiner Diözese 24 Gemeinden. Die Anzahl der Katholiken stieg von 261.800 auf 330.200.
Die letzten Jahre seines Lebens waren geprägt durch eine Reihe von gesundheitlichen Rückschlägen. Während des Golfspielens brach er im Oktober 1984 mit einem Arterienriss im Bauchbereich zusammen. Danach wurde er nie mehr vollständig gesund, so dass er 1985 zunehmend die Amtsgeschäfte an seinen Generalvikar delegierte. Am 1. März 1986 wurde er mit einem Aneurysma in seinem Schädel ins St. Joseph Hospital eingeliefert. Am kommenden Tag musste er eine Notoperation über sich ergehen lassen, um einen Thrombus in seinem Gehirn zu entfernen. Er erlangte nicht mehr das Bewusstsein und starb zwei Wochen später, im Alter von 71 Jahren.